# Стефан (светец)
Вижте пояснителната страница за други личности с името Свети Стефан.
Стефан Първомъченик (на гръцки: Πρωτομάρτυρας Στέφανος) е християнски светец от I век, определян от традицията като първомъченик и архидякон.
Сведенията за него са ограничени и идват главно от новозаветната книга „Деяния на светите апостоли“. Предполага се, че е елинизиран евреин, който е сред първите дякони в ранната християнска общност в Йерусалим. Заради религиозните си възгледи е обвинен пред еврейския Синедрион в богохулство, осъден е и е убит с камъни около 36 година.
В 415 г. мощите на първомъченика Стефан били открити чрез чудно видение, което имал един свещеник. Те били поставени в Сионския храм в Йерусалим.

## Храмове в България, посветени на архидякон Стефан
В България има 15 храма, посветени на архидякон Стефан, включително един манастир и един манастирски храм. Всичките храмове са към Българската православна църква-Българска патриаршия:
- Сепаревобански манастир „Св. архидякон Стефан“ - действащ, мъжки манастир, принадлежи на Софийска епархия на БПЦ. Към манастира има изгадено аязмо с параклис „Св. Стилиян Пафлагонийски“, както и параклис  „Свети апостоли Петър и Павел“[3];
- новият манастирски храм „Св. архидякон Стефан“ в манастир „Рождество Богородично“ в село Кабиле - принадлежи на Сливенска епархия на БПЦ;
- Черкви, посветени на архидякон Стефан, има в следните населени места: Банкя, Добруша, Казанлък, Ново село, Одринци, Полковник Дяково, Розино, Тепава, Тъжа;
- Параклиси, посветени на архидякон Стефан, има в следните населени места: Боровица, Кавракирово, Момчиловци;
- Южният престол в софийската митрополитска катедрала „Света Неделя“ също е посветен на архидякон Стефан - до южния престол се намира раката с мощите на крал Стефан Милутин[4].